# Andorrà Open 2022 - Doppio
È la prima edizione del torneo.
In finale Cristina Bucșa e Weronika Falkowska hanno sconfitto Angelina Gabueva e Anastasija Zacharova con il punteggio di 7-6(4), 6-1.

## Teste di serie
1. Sophie Chang /  Zhang Shuai (quarti di finale, ritirate)

1. Aleksandra Panova /  Alycia Parks (semifinale)

## Wildcard
1. Georgina García Pérez /  Victoria Jiménez Kasintseva (primo turno)

## Ranking speciale
1. Jessika Ponchet /  Renata Voráčová (primo turno)

1. Bibiane Schoofs /  Rosalie van der Hoek (primo turno)

## Tabellone

### Legenda
| - Q = Qualificato - WC = Wild card - LL = Lucky loser | - ALT = Alternate - SE = Special Exempt - PR = Protected Ranking | - w/o = Walkover - r = Ritirato - d = Squalificato |

|  | Quarti di finale | Quarti di finale                    | Quarti di finale                    | Quarti di finale    | Quarti di finale |  |  | Semifinali | Semifinali            | Semifinali            | Semifinali                            | Semifinali                            |      |   | Finale | Finale                            | Finale                            | Finale | Finale |  |
|  |                  |                                     |                                     |                     |                  |  |  |            |                       |                       |                                       |                                       |      |   |        |                                   |                                   |        |        |  |
|  | 1                | S Chang S Zhang                     | S Chang S Zhang                     | S Chang S Zhang     |                  |  |  |            |                       |                       |                                       |                                       |      |   |        |                                   |                                   |        |        |  |
|  |                  | C Bucșa W Falkowska                 | C Bucșa W Falkowska                 | C Bucșa W Falkowska | w/o              |  |  |            | C Bucșa W Falkowska   | C Bucșa W Falkowska   | 6                                     | 6                                     |      |   |        |                                   |                                   |        |        |  |
|  | SR               | J Ponchet R Voráčová                | 4                                   | 7                   | [6]              |  |  |            | V Heisen N Kičenok    | V Heisen N Kičenok    | 4                                     | 3                                     |      |   |        |                                   |                                   |        |        |  |
|  |                  | V Heisen N Kičenok                  | 6                                   | 5                   | [10]             |  |  |            |                       |                       |                                       |                                       |      |   |        | Cristina Bucșa Weronika Falkowska | Cristina Bucșa Weronika Falkowska | 7      | 6      |  |
|  | SR               | B Schoofs R van der Hoek            | B Schoofs R van der Hoek            | 4                   | 1                |  |  |            |                       |                       | Angelina Gabueva Anastasija Zacharova | Angelina Gabueva Anastasija Zacharova | 6(4) | 1 |        |                                   |                                   |        |        |  |
|  |                  | A Gabueva A Zacharova               | A Gabueva A Zacharova               | 6                   | 6                |  |  |            | A Gabueva A Zacharova | A Gabueva A Zacharova | 6                                     | 7                                     |      |   |        |                                   |                                   |        |        |  |
|  | WC               | G García Pérez V Jiménez Kasintseva | G García Pérez V Jiménez Kasintseva | 1                   | 2                |  |  | 2          | A Panova A Parks      | A Panova A Parks      | 2                                     | 6(2)                                  |      |   |        |                                   |                                   |        |        |  |
|  | 2                | A Panova A Parks                    | A Panova A Parks                    | 6                   | 6                |  |  |            |                       |                       |                                       |                                       |      |   |        |                                   |                                   |        |        |  |